# Буштєград
Буштєград (чеськ. Buštěhrad) — мале місто в Середньочеському краї, Чехія.
Знаходиться за 5 км від міста Кладно та за 19 км від центра Праги.